# Bruce Frayne
Michael Bruce Frayne (ur. 24 stycznia 1958) – australijski lekkoatleta, sprinter.

## Życiorys
Zajął 1. miejsce w sztafecie 4 × 400 metrów oraz 2. miejsca w biegu na 200 metrów i w sztafecie 4 × 100 metrów na igrzyskach Konferencji Pacyfiku w 1981 w Christchurch. Na igrzyskach Wspólnoty Narodów w 1982 w Brisbane zajął 4. miejsce w sztafecie 4 × 100 metrów i 5. miejsce w biegu na 200 metrów. Odpadł w półfinałach obu tych konkurencji oraz w eliminacjach sztafety 4 × 400 metrów na mistrzostwach świata w 1983 w Helsinkach.
Zajął 4. miejsce w sztafecie 4 × 400 metrów na igrzyskach olimpijskich w 1984 w Los Angeles. Sztafeta Australii w składzie: Frayne, Darren Clark, Gary Minihan i Rick Mitchell ustanowiła wówczas rekord Australii i Oceanii czasem 2:59,70, który nie został poprawiony do tej pory (czerwiec 2021). Frayne startował na tych igrzyskach również w biegu na 400 metrów, ale odpadł w półfinale. Wystąpił w zawodach pucharu świata w 1985 w Canberze w sztafecie 4 × 400 metrów, która zajęła 3. miejsce.
Zdobył srebrny medal w sztafecie 4 × 400 metrów (w składzie: Frayne, Miles Murphy, David Johnston i Clark), a także zajął 7. miejsce w biegu na 400 metrów na igrzyskach Wspólnoty Narodów w 1986 w Edynburgu.
Frayne był mistrzem Australii w biegu na 200 metrów w 1979/1980, 1980/1981 i 1982/1983 oraz w biegu na 400 metrów w 1983/1984, wicemistrzem w biegu na 100 metrów w 1979/1980 i w biegu na 200 metrów w 1981/1982 oraz brązowym medalista w biegu na 100 metrów w 1981/1982.
Rekordy życiowe:
- bieg na 100 metrów – 10,45 s (9 czerwca 1982, Londyn)
- bieg na 200 metrów – 20,59 s (21 grudnia 1980, Canberra)
- bieg na 400 metrów – 45,21 s (6 sierpnia 1984, Los Angeles)

Jego bratanek Henry Frayne jest znanym lekkoatletą, specjalistą skoku w dal, dwukrotnym olimpijczykiem.